# Атанас Капралов
Атанас Капралов е български поет, музеен уредник, журналист и обществен деятел.

## Биография
Роден е в Димитровград на 13 юли 1958 г. Завършва българска филология в Пловдивския университет „Паисий Хилендарски“.
Бил е секретар на съвета за култура в родния си град, уредник в Дома музей „Пеньо Пенев“, главен редактор на вестник „Ориент експрес“, общински съветник и председател на комисията по култура и вероизповедания в Димитровград, директор на Драматичен театър „Апостол Карамитев“, председател на СНЦ „Компакт арт“ София.
Директор на Националния литературен музей от юни 2017 г.
Член е на Съюза на българските писатели и на Съюза на българските журналисти.
От 2019 г. е член на българския ПЕН център.
Член на журито на националната награда „Владимир Башев“.

## Творчество
Автор е на стихосбирките „Нежен скитник“ (1990), „Завръщане в слънцето“ (1996), „Голота“ (2002), „Дамгосан“ (2006), „Жив и свободен“ (2012), "Приближаване до взрива" (2018), "По мярка на духа" (2021), на книжките за деца „Цветно чудо“ (2008), "Балът на цветята" (2018),  сборници със спомени за родния си град, за поета Пеньо Пенев и др.
Участвал е в създаването на песни за театрални спектакли, по негови стихове хитове изпълняват Михаил Белчев, Ваня Костова, Васил Петров, Ивайло Гюров, Емилия Валенти и др. Има текстове в учебни помагала за деца, печелил е престижни награди в конкурси за детски песни с композиторите Вячеслав Кушев, Хайгашод Агасян, Юрий Ступел, Светослав Лобушки и др.
Творби за възрастни на Капралов са превеждани на френски, немски, руски, английски, румънски, турски и други езици, представян е в Лондон, Чикаго, Париж, Виена.

## Награди
Носител е на националната литературна награда „Димчо Дебелянов“ за 2008 г., на „Златен пегас“ за 2012 г., на националните награди „Валентин Найденов“ за 2013 г., „Николай Искъров“ за 2015 г., на първа награда от националния поетичен конкурс „Биньо Иванов“ за 2016 г..